# Serhiy Morozov (football)
Pour les articles homonymes, voir Sergueï Morozov.
Sergueï Nikolaïevitch Morozov (en ukrainien : Сергій Миколайович Морозов, Serhiï Mykolaïovytch Morozov), né le 15 janvier 1961 à Jdanov, en RSS d'Ukraine, est un joueur de football ukrainien, qui évoluait en tant qu'attaquant.
Il est connu pour avoir terminé meilleur buteur du championnat estonien lors de la saison 1994-1995 (avec 25 buts inscrits) avec le club du Lantana Marlekor. Il a également joué en Lettonie. Son dernier club avant la retraite est le Olimpia Youjnooukraïnsk en Ukraine. En 2006, Morozov est entraîneur de l'équipe jeune du MFC Mykolaiv.

## Palmarès
Chakhtar Donetsk
- Vainqueur de la Coupe d'Union soviétique en 1980 et 1983
- Vainqueur de la Supercoupe d'Union soviétique en 1983.

Distinctions individuelles
- Meilleur buteur du championnat estonien en 1995
- Meilleur buteur de la Coupe des vainqueurs de coupe en 1984.